# Harrow on the Hill (métro de Londres)
Pour le quartier, voir Harrow on the Hill.
Harrow-on-the-Hill est une station de la Metropolitan line, du métro de Londres, en zone 5. Elle est située à Harrow dans le Borough londonien de Harrow.

## Histoire
La station, dénommée alors Harrow, est mise en service en 2 août 1880, sur la Metropolitan line. C'est en 1894 qu'elle est renommée Harrow-on-the-Hill.  Elle est la jonction pour la branche de la ligne à Uxbridge.
La station acquérait un service de chemin de fer aussi avec la construction de la Great Central Railway de la Gare de Marylebone en Londres au centre et nord d'Angleterre. Depuis 1966, les services de chemin de fer de cette station vont seulement à Aylesbury.

## Services aux voyageurs

### Desserte

Voies et quais
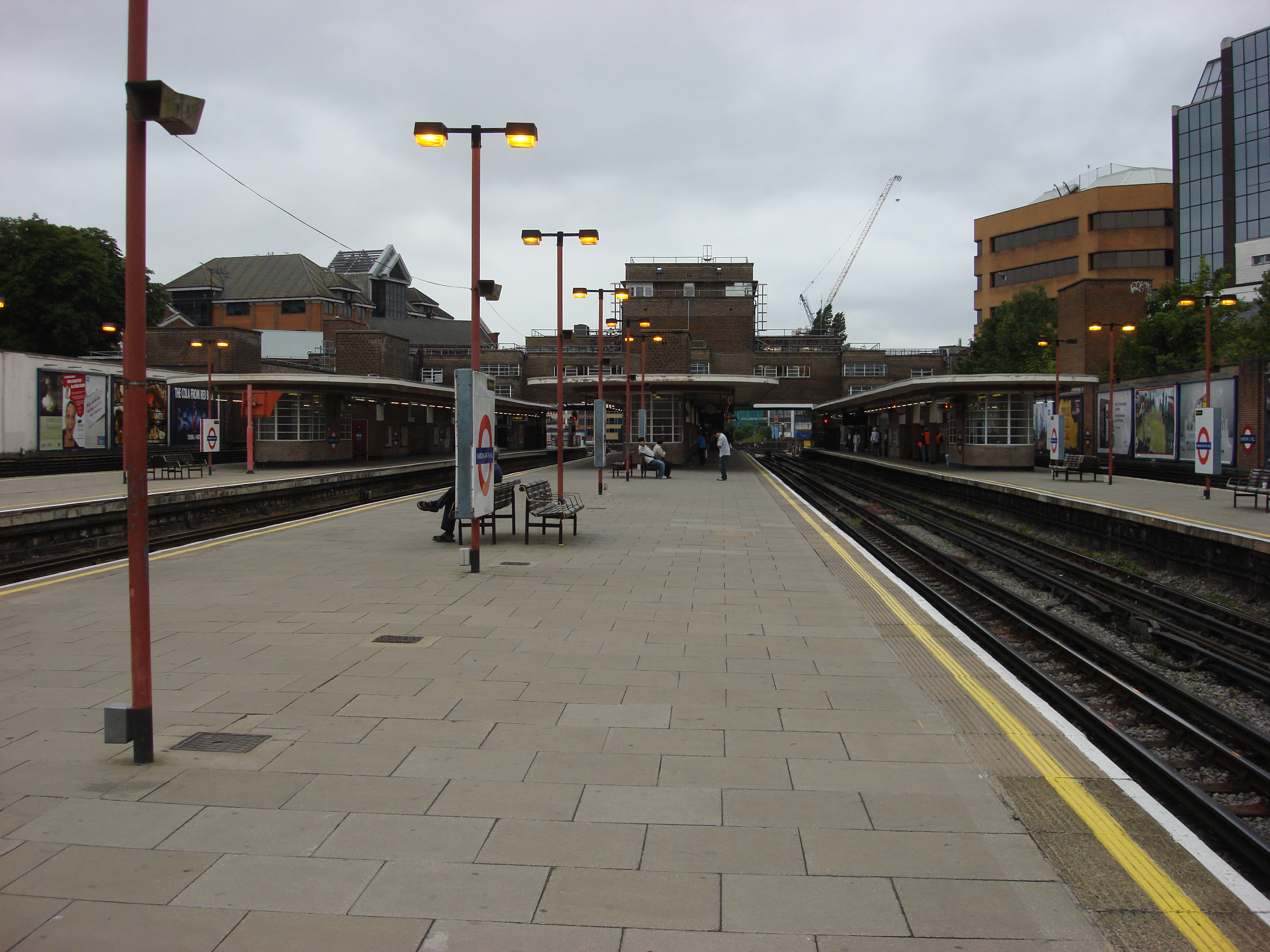
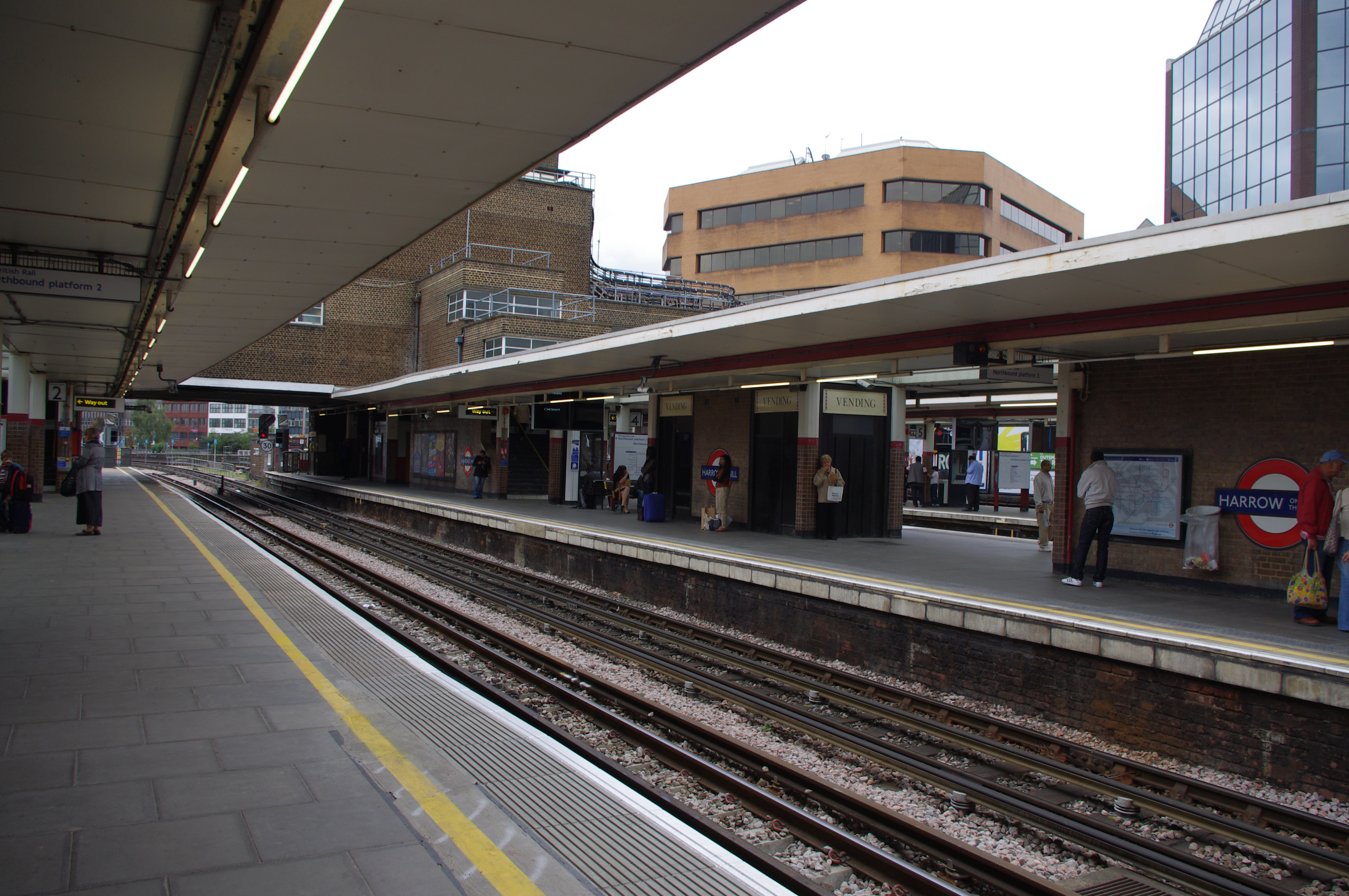
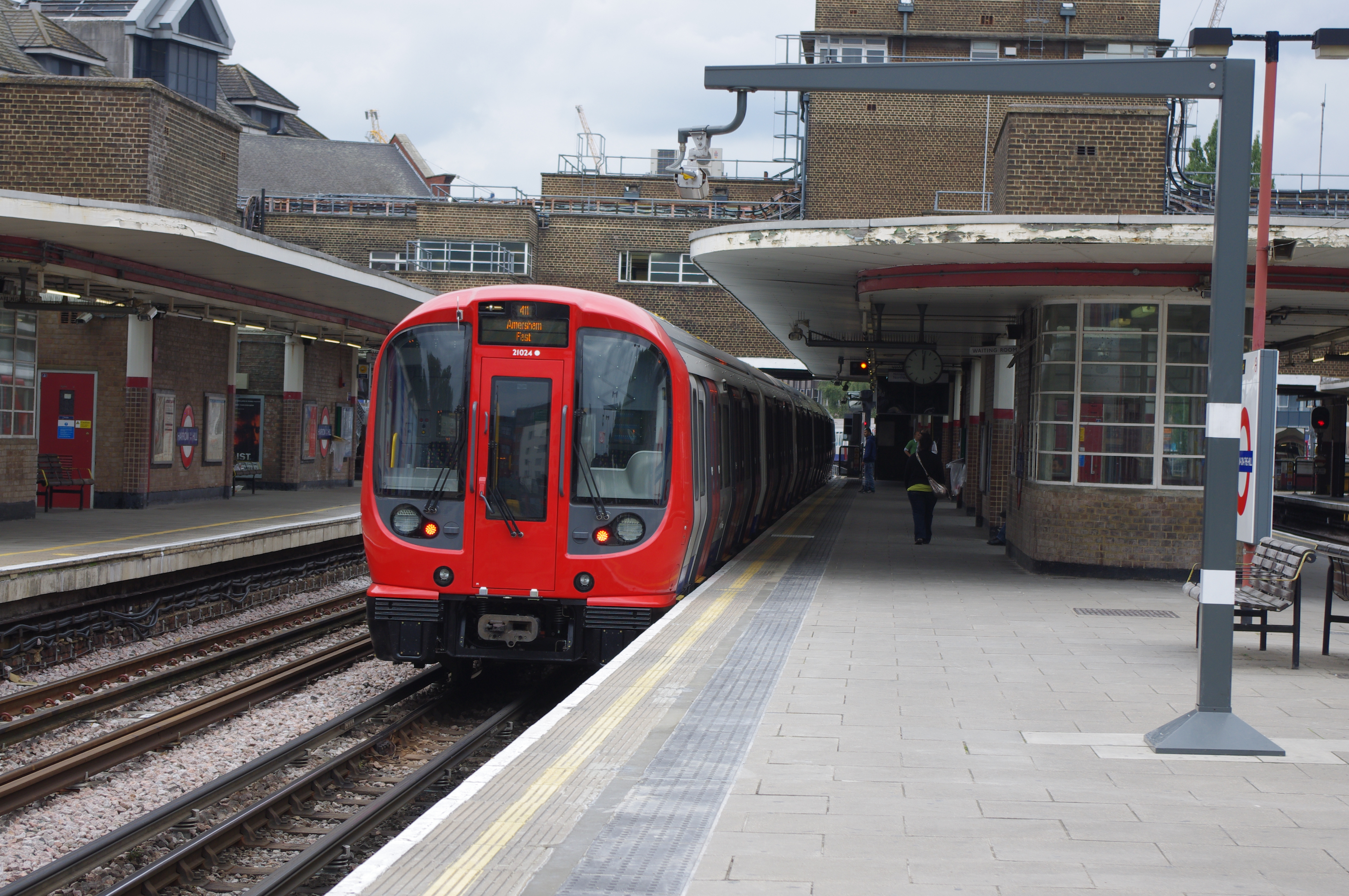

## À proximité
Au nord de la station est situé le centre des magasins de Harrow. Au sud de la station se situe le Harrow on the Hill, vieux quartier de Harrow, avec la Harrow School, célèbre Public school.